# Pu Wei
Pu Wei (chinesisch 浦瑋 / 浦玮, Pinyin Pǔ Wěi; * 20. August 1980 in Shanghai) ist eine ehemalige chinesische Fußballspielerin. Mit einer Länderspielkarriere von 1998 bis 2014 ist sie mit 219 Einsätzen sowohl chinesische als auch asiatische Rekordnationalspielerin.

## Karriere

### Klub
Den Großteil ihrer Karriere spielte sie beim Shanghai FC. Für die Saison 2002 unterschrieb sie in den USA einen Vertrag beim WUSA-Franchise Washington Freedom. Wo sie bei zwanzig Einsätzen ein Tor erzielte. Danach kehrte sie wieder in ihre Heimat zurück.

### Nationalmannschaft
Bereits beim Algarve-Cup 1999 war sie Teil des Kaders der chinesischen A-Nationalmannschaft und schoss hier beim 2:1-Finalsieg über die USA das erste Tor in der 16. Spielminute. Danach gehörte sie auch bei der Weltmeisterschaft 1999 zum Kader und wurde im ersten Gruppenspiel zur 74. Minute für Sun Wen eingewechselt. Danach spielte sie in jeder weiteren Partei vom Start weg und erzielte im Viertelfinale gegen Russland noch ihr erstes WM-Tor. Am Ende wurde sie mit ihrer Mannschaft Vizeweltmeister.
Im nächsten Jahr gehörte sie dann auch zum Olympiakader beim Turnier der Spiele im Jahr 2000, wo sie dann auch stets in der Startelf stand und auch fast immer durchspielte, hier schied sie mit ihrem Team jedoch bereits in der Vorrunde aus. Nach einigen Freundschaftsspielen war sie auch wieder bei der Weltmeisterschaft 2003 dabei, hier spielte sie wieder komplett durch, schied mit ihrem Team dann aber auch bereits nach dem Viertelfinale wieder aus. Beim Olympiaturnier im Jahr 2004, gehörte sie ebenfalls wieder zum Kader. Da die Gruppen jeweils nur drei Mannschaften jeweils hatten, kam sie hier aber auch nur zu zwei Einsätzen, weil ihre Mannschaft dann auch danach schon wieder ausschied.
Auch bei der Weltmeisterschaft 2007, wo sie wieder mit am Start war, schied sie mit ihrem Team wieder nach dem Viertelfinale aus. Zum dritten Mal bei den olympischen Spielen war sie dann bei dem Turnier im Jahr 2008 dabei. Hier schaffte es die Mannschaft mit ihr wie auch schon beim vorherigen Turnier, wieder bis ins Viertelfinale.
Da sich ihre Mannschaft zu den nächsten größeren Turnieren nicht mehr qualifizieren konnte, sammelte sie danach weiter nur bei regionalen sowie Einladungsturnieren noch mehr Einsätze. Ihr letztes Spiel war dann ein Freundschaftsspiel gegen Australien am 27. November 2013.